# Stilbohypoxylon novae-zelandiae
Stilbohypoxylon novae-zelandiae är en svampart som beskrevs av L.E. Petrini 2003. Stilbohypoxylon novae-zelandiae ingår i släktet Stilbohypoxylon och familjen kolkärnsvampar.   Inga underarter finns listade i Catalogue of Life.